# Henry (Illinois)
Pour les articles homonymes, voir Henry.
Henry est une ville du comté de Marshall, en Illinois, aux États-Unis. Elle est incorporée le 9 juin 1879,. Lors du recensement de 2010, la ville comptait une population de 2 464 habitants. La ville est baptisée en référence au général James D. Henry (en). Elle est située en bordure de la rivière Illinois, à l'est.

## Source de la traduction
- (en) Cet article est partiellement ou en totalité issu de l’article de Wikipédia en anglais intitulé « Henry, Illinois » (voir la liste des auteurs).